# Fantasy Island (serie de televisión de 2021)
Fantasy Island —estilizado FANTASY ISLⱯND— es una serie de televisión de drama de fantasía estadounidense creada por Elizabeth Craft and Sarah Fain para Fox. Es una secuela y mantiene la continuidad con la serie original de 1977. La serie se estrenó el 10 de agosto de 2021, con un especial de preestreno, «Welcome to the New Fantasy Island», que se emitió dos días antes.
En noviembre de 2021, la serie fue renovada para una segunda temporada, que se estrenó el 2 de enero de 2023. En mayo de 2023, la serie fue cancelada tras dos temporadas.

## Reparto

### Principales
- Roselyn Sánchez como Elena Roarke,[5] una sobrina del Sr. Roarke de la serie original
- Kiara Barnes como Ruby Akuda,[6] la copresentadora asociada de Elena en la isla
- John Gabriel Rodriquez como Javier[6] (temporada 2;[7] recurrente temporada 1), jefe de transportes de la isla e interés amoroso de Elena.

### Recurrentes
- Daniel Lugo como Segundo
- Gabriela Z. Hernández como la Dra. Gina
- Alexa Mansour como Helene (temporada 2),[8] la hija de Javier

### Invitados
- Bellamy Young como Christine Collins (temporada 1)[9]
- Odette Annable como Daphne (temporada 1)[10]
- Dave Annable como Zev (temporada 1)[10]
- Daphne Zuniga como Margot (temporada 1)[11]
- Josie Bissett como Camille (temporada 1)[11]
- Laura Leighton como Nettie (temporada 1)[11]
- Leslie Jordan como Jasper (temporada 1)
- Rachael Harris como Tara Bendetti (temporada 2)
- Cheryl Hines como Jessica Warren (temporada 2)
- Jasika Nicole como Andi Nevinson (temporada 2)
- Zack Pearlman como Bobo (temporada 2)
- Teri Hatcher como Dolly (temporada 2)[12]
- James Denton como Dutch (temporada 2)[12]
- Andy Richter como Game Show Host (temporada 2)
- Joely Fisher como Joy Summers (temporada 2)
- Keiko Agena como Nancy (temporada 2)
- Melinda Clarke como Amber Graham (temporada 2)

## Episodios
| Temporada | Temporada | Episodios | Episodios | Emisión original     | Emisión original        |
| Temporada | Temporada | Episodios | Episodios | Primera emisión      | Última emisión          |
| --------- | --------- | --------- | --------- | -------------------- | ----------------------- |
|           | Especial  | Especial  | Especial  | 8 de agosto de 2021  | 8 de agosto de 2021     |
|           | 1         | 10        | 10        | 10 de agosto de 2021 | 23 de diciembre de 2021 |
|           | 2         | 13        | 13        | 2 de enero de 2023   | 8 de mayo de 2023       |

### Especial (2021)
| Título                              | Dirigido por | Escrito por | Fecha de emisión original | Audiencia (millones) |
| ----------------------------------- | ------------ | ----------- | ------------------------- | -------------------- |
| «Welcome to the New Fantasy Island» | Andy Meyers  | Brian Kahn  | 8 de agosto de 2021       | 0.55                 |

### Primera temporada (2021)
| N.º en serie | N.º en temp. | Título                                | Dirigido por        | Escrito por                                     | Fecha de emisión original | Código de prod. | Audiencia (millones) |
| ------------ | ------------ | ------------------------------------- | ------------------- | ----------------------------------------------- | ------------------------- | --------------- | -------------------- |
| 1            | 1            | «Hungry Christine / Mel Loves Ruby»   | Adam Kane           | Guion de: Elizabeth Craft y Sarah Fain          | 10 de agosto de 2021      | 101             | 2.05                 |
| 2            | 2            | «His and Hers / The Heartbreak Hotel» | Adam Kane           | Guion de: Jane Espenson Historia de: Our Lady J | 17 de agosto de 2021      | 102             | 1.72                 |
| 3            | 3            | «Quantum Entanglement»                | Kimberly McCullough | Adria Lang                                      | 24 de agosto de 2021      | 104             | 1.60                 |
| 4            | 4            | «Once Upon a Time in Havana»          | Laura Belsey        | Dailyn Rodríguez                                | 31 de agosto de 2021      | 103             | 1.58                 |
| 5            | 5            | «Twice in a Lifetime»                 | Tara Miele          | Sono Patel                                      | 7 de septiembre de 2021   | 105             | 1.45                 |
| 6            | 6            | «The Big Five Oh»                     | Diana Valentine     | Adria Lang Historia de: Sarah Fain              | 12 de septiembre de 2021  | 107             | 2.03                 |
| 7            | 7            | «The Romance & the Bromance»          | Laura Belsey        | Mary Angélica Molina y Adam Belanoff            | 14 de septiembre de 2021  | 106             | 1.24                 |
| 8            | 8            | «Día de los Vivos»                    | Rachel Raimist      | Adam Fierro                                     | 19 de septiembre de 2021  | 108             | 1.71                 |
| 9            | 9            | «Welcome to the Snow Globe, Part One» | Steven Tsuchida     | Ben Edlund                                      | 23 de diciembre de 2021   | 109             | 1.81                 |
| 10           | 10           | «Welcome to the Snow Globe, Part Two» | Jude Weng           | Jane Espenson                                   | 23 de diciembre de 2021   | 110             | 1.81                 |

### Segunda temporada (2023)
| N.º en serie | N.º en temp. | Título                                              | Dirigido por    | Escrito por                  | Fecha de emisión original | Código de prod. | Audiencia (millones) |
| ------------ | ------------ | --------------------------------------------------- | --------------- | ---------------------------- | ------------------------- | --------------- | -------------------- |
| 11           | 1            | «Tara and Jessica's High School Reunion / Cat Lady» | Adam Kane       | Adria Lang                   | 2 de enero de 2023        | 201             | 1.70                 |
| 12           | 2            | «Hurricane Helene / The Bachelor Party»             | Adam Kane       | Elizabeth Craft y Sarah Fain | 9 de enero de 2023        | 202             | 1.59                 |
| 13           | 3            | «Paymer vs. Paymer»                                 | Rachel Raimist  | Jane Espenson                | 16 de enero de 2023       | 203             | 1.65                 |
| 14           | 4            | «Mystery in Miami»                                  | Diana Valentine | Karine Rosenthal             | 23 de enero de 2023       | 204             | 2.04                 |
| 15           | 5            | «The Urn»                                           | Joel Novoa      | Adam Belanoff                | 6 de febrero de 2023      | 205             | 1.73                 |
| 16           | 6            | «Forever & a Day»                                   | Raúl Marchand   | Drew Z. Greenberg            | 13 de febrero de 2023     | 206             | 2.01                 |
| 17           | 7            | «#Happy»                                            | Eduardo Sánchez | Adria Lang                   | 20 de febrero de 2023     | 207             | 1.94                 |
| 18           | 8            | «Walk a Country Mile»                               | Marie Jamora    | Jane Espenson                | 6 de marzo de 2023        | 208             | 1.98                 |
| 19           | 9            | «Gwenivere of Glendale»                             | Gina Lamar      | Brook Sitgraves Turner       | 10 de abril de 2023       | 209             | 1.55                 |
| 20           | 10           | «War of the Roses (And the Hutchinsons)»            | Diana Valentine | Lisa Quintela                | 17 de abril de 2023       | 210             | 1.69                 |
| 21           | 11           | «Peaches and the Jilted Bride»                      | Milan Cheylov   | Adam Fierro                  | 24 de abril de 2023       | 211             | 1.82                 |
| 22           | 12           | «Girlboss Interrupted»                              | Andi Armaganian | Adam Belanoff                | 1 de mayo de 2023         | 212             | 1.54                 |
| 23           | 13           | «MJ Akuda & The 1st, 2nd, and 3rd Wives Club»       | Aprill Winney   | Sarah Fain                   | 8 de mayo de 2023         | 213             | 1.75                 |

## Producción

### Desarrollo
El 15 de diciembre de 2020, se anunció que Fox había ordenado una adaptación contemporánea de La isla de la fantasía creada por Elizabeth Craft y Sarah Fain. El 4 de noviembre de 2021, Fox renovó la serie para una segunda temporada. El 9 de mayo de 2023, Fox canceló la serie tras dos temporadas.

### Selección de reparto
El 21 de abril de 2021, Kiara Barnes había sido elegida para un papel principal y John Gabriel Rodriquez para un papel recurrente. El 27 de abril de 2021, Roselyn Sánchez se incorporó al reparto como Elena Roarke. El 5 de mayo de 2021, se anunció que Bellamy Young haría una aparición como invitada en la serie. El 3 de junio de 2021, se anunció que Dave y Odette Annable harían una aparición como invitados en la serie. El 16 de julio de 2021, se anunció que los actores de Melrose Place Laura Leighton, Josie Bissett y Daphne Zuniga harían apariciones especiales como invitadas en la serie.
El 22 de noviembre de 2021, se informó de que John Gabriel Rodriquez había sido ascendido al reparto principal para la segunda temporada. El 25 de abril de 2022, Alexa Mansour había sido elegida para un papel recurrente. El 11 de enero de 2023, se anunció que Teri Hatcher y James Denton serán estrellas invitadas en un episodio.

### Rodaje
El rodaje se realizó en Puerto Rico.

## Emisión y lanzamiento
Fantasy Island se estrenó en Fox el 10 de agosto de 2021. El 27 de mayo de 2021, Fox lanzó el primer tráiler oficial de la serie. El 8 de agosto de 2021, dos días antes del estreno, se estrenó un especial entre bastidores titulado «Welcome to the New Fantasy Island». La segunda temporada se estrenó el 2 de enero de 2023.

## Recepción

### Críticas
El sitio web agregador de reseñas Rotten Tomatoes informa de un índice de aprobación del 62%, basado en 13 reseñas, con una calificación promedio de 6.6/10. El consenso crítico del sitio dice «Los vuelos de fantasía de Fantasy Island no están lo suficientemente formados como para convertirla en una serie imprescindible, pero los televidentes que busquen hermosas vistas y un poco de misterio podrían encontrar algo peor.» En Metacritic, la serie tiene puntaje promedio ponderado de 62 sobre 100, basado en 8 reseñas, lo que indica «reseñas generalmente favorables».

### Audiencias

#### Especial
| N.º | Título                              | Fecha de emisión    | ÍA (18–49) | Audiencia (millones) | DVR (18–49) | Audiencia DVR (millones) | Total (18–49) | Audiencia total (millones) |
| --- | ----------------------------------- | ------------------- | ---------- | -------------------- | ----------- | ------------------------ | ------------- | -------------------------- |
| —   | «Welcome to the New Fantasy Island» | 8 de agosto de 2021 | 0.2        | 0.55                 | 0.0         | 0.06                     | 0.2           | 0.61                       |

#### Temporada 1
| N.º  | Título                                                                      | Fecha de emisión         | ÍA (18–49) | Audiencia (millones) | DVR (18–49) | Audiencia DVR (millones) | Total (18–49) | Audiencia total (millones) |
| ---- | --------------------------------------------------------------------------- | ------------------------ | ---------- | -------------------- | ----------- | ------------------------ | ------------- | -------------------------- |
| 1    | «Hungry Christine / Mel Loves Ruby»                                         | 10 de agosto de 2021     | 0.4        | 2.05                 | 0.1         | 1.12                     | 0.5           | 3.17                       |
| 2    | «His and Hers / The Heartbreak Hotel»                                       | 17 de agosto de 2021     | 0.3        | 1.72                 | 0.2         | 1.40                     | 0.5           | 3.12                       |
| 3    | «Quantum Entanglement»                                                      | 24 de agosto de 2021     | 0.3        | 1.60                 | —           | —                        | —             | —                          |
| 4    | «Once Upon a Time in Havana»                                                | 31 de agosto de 2021     | 0.3        | 1.58                 | —           | —                        | —             | —                          |
| 5    | «Twice in a Lifetime»                                                       | 7 de septiembre de 2021  | 0.2        | 1.45                 | —           | —                        | —             | —                          |
| 6    | «The Big Five Oh»                                                           | 12 de septiembre de 2021 | 0.5        | 2.03                 | —           | —                        | —             | —                          |
| 7    | «The Romance & the Bromance»                                                | 14 de septiembre de 2021 | 0.3        | 1.24                 | —           | —                        | —             | —                          |
| 8    | «Día de los Vivos»                                                          | 19 de septiembre de 2021 | 0.3        | 1.71                 | —           | —                        | —             | —                          |
| 9–10 | «Welcome to the Snow Globe, Part One / Welcome to the Snow Globe, Part Two» | 23 de diciembre de 2021  | 0.3        | 1.81                 | —           | —                        | —             | —                          |

#### Temporada 2
| N.º | Título                                              | Fecha de emisión      | ÍA (18–49) | Audiencia (millones) | DVR (18–49) | Audiencia DVR (millones) | Total (18–49) | Audiencia total (millones) |
| --- | --------------------------------------------------- | --------------------- | ---------- | -------------------- | ----------- | ------------------------ | ------------- | -------------------------- |
| 1   | «Tara and Jessica's High School Reunion / Cat Lady» | 2 de enero de 2023    | 0.2        | 1.70                 | 0.1         | 0.82                     | 0.3           | 2.52                       |
| 2   | «Hurricane Helene / The Bachelor Party»             | 9 de enero de 2023    | 0.2        | 1.59                 | 0.1         | 1.02                     | 0.3           | 2.62                       |
| 3   | «Paymer Vs. Paymer»                                 | 16 de enero de 2023   | 0.2        | 1.65                 | 0.1         | 1.01                     | 0.3           | 2.66                       |
| 4   | «Mystery in Miami»                                  | 23 de enero de 2023   | 0.2        | 2.04                 | —           | —                        | —             | —                          |
| 5   | «The Urn»                                           | 6 de febrero de 2023  | 0.2        | 1.73                 | —           | —                        | —             | —                          |
| 6   | «Forever & a Day»                                   | 13 de febrero de 2023 | 0.2        | 2.01                 | —           | —                        | —             | —                          |
| 7   | «#Happy»                                            | 20 de febrero de 2023 | 0.2        | 1.94                 | —           | —                        | —             | —                          |
| 8   | «Walk a Country Mile»                               | 6 de marzo de 2023    | 0.2        | 1.98                 | —           | —                        | —             | —                          |
| 9   | «Gwenivere of Glendale»                             | 10 de abril de 2023   | 0.1        | 1.55                 | —           | —                        | —             | —                          |
| 10  | «War of the Roses (And the Hutchinsons)»            | 17 de abril de 2023   | 0.2        | 1.69                 | —           | —                        | —             | —                          |
| 11  | «Peaches and the Jilted Brid»                       | 24 de abril de 2023   | 0.2        | 1.82                 | —           | —                        | —             | —                          |
| 12  | «Girlboss Interrupted»                              | 1 de mayo de 2023     | 0.2        | 1.54                 | —           | —                        | —             | —                          |
| 13  | «MJ Akuda & The 1st, 2nd, and 3rd Wives Club»       | 8 de mayo de 2023     | 0.2        | 1.75                 | —           | —                        | —             | —                          |